# Прапор Тулукова
Прапор Тулукова — офіційний символ села Тулуків, Коломийського району Івано-Франківської області, затверджений 27 січня 2023 р. рішенням сесії Заболотівської селищної ради.
Автори — А. Гречило та В. Косован.

## Опис
Квадратне полотнище, що складається із двох горизонтальних смуг — верхньої жовтої та нижньої зеленої (співвідношення їхніх ширин рівне 1:3), на жовтій смузі чорний лук і стріла, на зеленій смузі — жовтий млин-вітряк.

## Значення символів
Млин-вітряк нагадує, що тут діяв один із перших у регіоні млинів. Лук зі стрілою вказують на одну з версій про походження назви села.